# Golfbaan Spierdijk

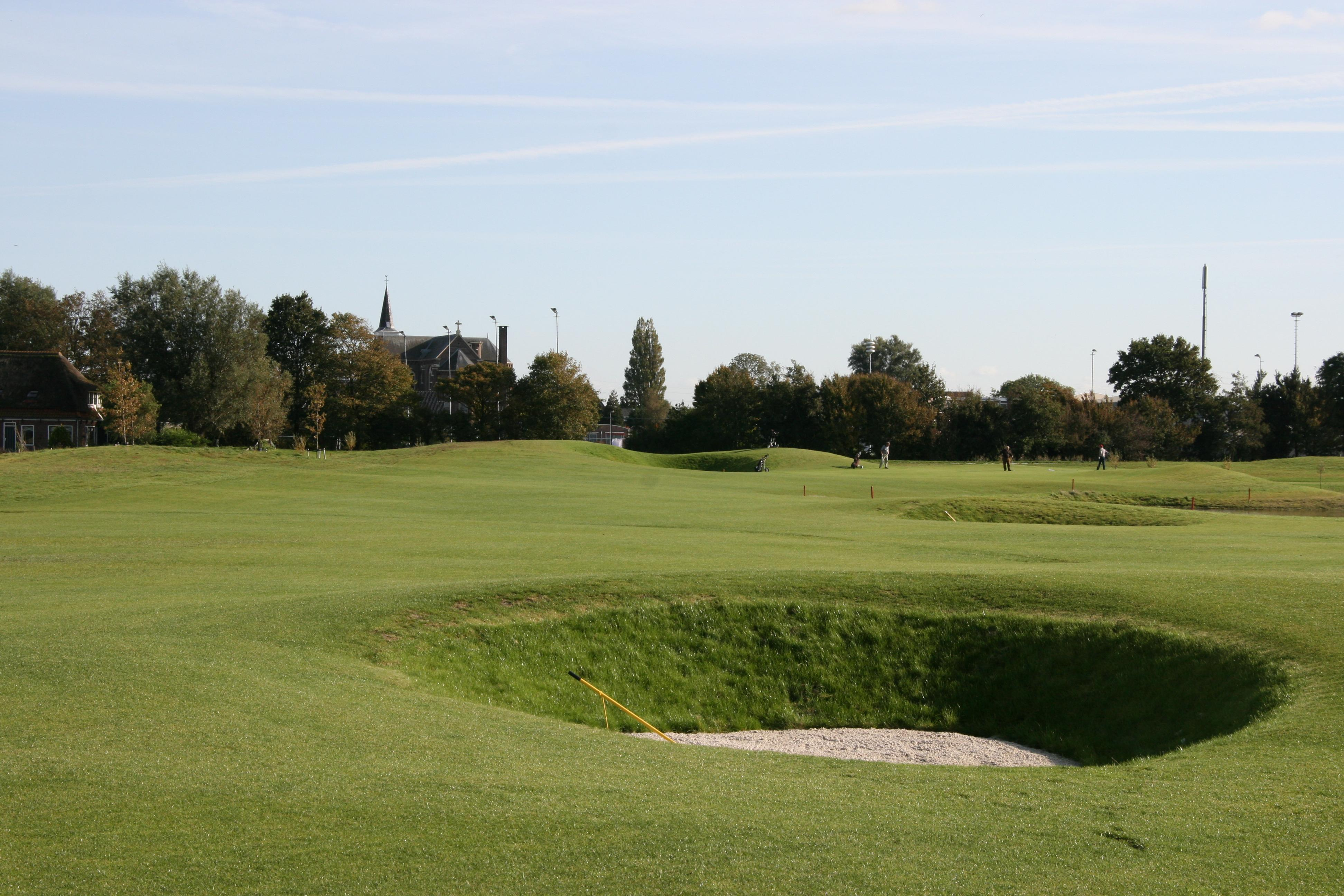
Hole 4 met uitzicht op de kerk van Spierdijk

Golfbaan Spierdijk is een 9-holesgolfbaan (par 72) in Spierdijk, gelegen tussen Hoorn en Alkmaar, midden in de provincie Noord-Holland.
Deze golfbaan is een Hollandse polderbaan, waar veel glooiing, hoogteverschillen en diverse waterpartijen zijn aangebracht. De baan is ook zeer gevarieerd, van mooie korte tot lastige lange holes. De grote greens maken het mogelijk regelmatig een heel andere hole te creëren. Golfbaan Spierdijk is in mei 2009 officieel geopend. Timo van Geest is de Headprofessional van Golfbaan Spierdijk.
Naast de 9 holes, heeft Golfbaan Spierdijk ook oefenfaciliteiten. De driving range heeft 25 plaatsen en is zo ruim opgezet dat het niet nodig is er hoge netten omheen te plaatsen. Hij is tot 21.00 uur 's avonds verlicht. Daarnaast zijn er twee putting greens en een chipping area.

## Vereniging
Spierdijk is de thuisbasis van Golfclub de Koggen.